# Pharmacodépendance
 Mise en garde médicale
La pharmacodépendance est un état psychique et parfois physique, résultant de l'interaction entre un organisme vivant et une substance, caractérisé par des réponses comportementales et autres qui comportent toujours une compulsion à prendre la substance de façon continue ou périodique afin d'en ressentir de nouveau ses effets psychiques (perçus comme agréables) et parfois pour éviter l'inconfort de son absence (ou « manque »), constituant le syndrome de sevrage. Elle est décrite dans la CIM-11 (Classification Internationale des Maladies) comme un trouble mental et comportemental .

## Définitions

### Compulsion
La compulsion est une pulsion irrésistible à accomplir un acte : contre sa raison et contre sa volonté.
La compulsion est un besoin interne impérieux d’accomplir un acte que la conscience refuse.
On parle de compulsion lorsqu'une tendance intérieure impérative nous pousse à accomplir une action ou à penser à une certaine idée alors que consciemment nous nous y refusons. Exemples : les joueurs compulsifs, les acheteurs compulsifs, etc. Cette tendance est irrésistible et la réprimer cause de l'angoisse. Il arrive cependant que l'on y parvienne ou qu'on la contourne en lui substituant des rites répétitifs et anodins. Cependant, il faut différencier ces troubles du comportement d’avec la dépendance, qui est véritablement maladive.

### Tolérance
Certaines substances peuvent ou non induire un phénomène de tolérance : c'est la diminution des effets de substance au fur et à mesure de son administration qui conduit généralement l'individu à augmenter la dose qu'il se prescrit. Dans l'état actuel de nos connaissances, il convient donc de séparer pharmacodépendance et tolérance.

## Sevrage médicamenteux
Le traitement pour le sevrage correspond à la prise en charge de patients dépendants de substances psychoactives, médicamenteux ou autre (alcool, tabac, opiacé...). Le sevrage repose sur l'utilisation cumulé de traitements par médicaments, d'un suivi psychologique et social.